# য়
Cette page contient des caractères spéciaux ou non latins. S’ils s’affichent mal (▯, ?, etc.), consultez la page d’aide Unicode.
য়, appelé ya et transcrit y, est une consonne de l’alphasyllabaire bengali utilisée dans l’écriture de l’assamais et du bengali. Elle est formée d’un ja ‹ য › avec un point souscrit.

## Utilisation
En bengali ya représente une consonne spirante palatale voisée [j].

## Représentations informatiques
Ses caractères Unicode sont, :
| formes | représentations | chaînes de caractères | points de code       | descriptions                                                      |
| ------ | --------------- | --------------------- | -------------------- | ----------------------------------------------------------------- |
| pleine | য়               | য়                     | U+09AF U+09BC        | lettre bengali ya, symbole bengali noukta                         |
| morte  | য়्               | য়◌्                    | U+09AF U+09BC U+094D | lettre bengali ya, symbole bengali noukta, symbole bengali virama |